# You Go to My Head (album)
You Go to My Head è un album di Patti Page, pubblicato dalla casa discografica Mercury Records nel 1956.
La maggior parte dei brani contenuti nel disco erano già stati pubblicati nei due precedenti album.

## Tracce

### LP
Lato A
1. While a Cigarette Was Burning – 2:53 (Nick Kenny, Charles Kenny) – Registrato il 21 dicembre 1954
2. You Go to My Head – 2:31 (Haven Gillespie, J. Fred Coots) – Registrato il 24 agosto 1953
3. I Let a Song Go Out of My Heart – 2:52 (Irving Mills, Henry Nemo, Duke Ellington) – Registrato l'8 giugno 1953
4. Deep in a Dream – 2:54 (Eddie DeLange, Jimmy Van Heusen) – Registrato il 24 agosto 1953
5. I Hadn't Anyone Till You – 2:39 (Ray Noble) – Registrato il 15 ottobre 1953
6. Spring Is Here – 2:36 (Lorenz Hart, Richard Rodgers) – Registrato il 15 ottobre 1953

Lato B
1. I Thought About You – 2:45 (Johnny Mercer, Jimmy Van Heusen) – Registrato il 24 febbraio 1955
2. Darn That Dream – 2:45 (Eddie DeLange, Jimmy Van Heusen) – Registrato il 15 ottobre 1953
3. I Didn't Know What Time It Was – 3:14 (Lorenz Hart, Richard Rodgers) – Registrato il 15 ottobre 1953
4. What's New – 2:55 (Johnny Burke, Bob Haggart) – Registrato il 15 ottobre 1953
5. I'll Never Smile Again – 2:51 (Ruth Lowe) – Registrato il 15 ottobre 1953
6. You Walk By – 2:32 (Ben Raleigh, Bernie Wayne) – Registrato il 15 ottobre 1953

- Durata brani estratti dalle note su vinili dell'album originale (MG-20098 A / MG-20098 B)

## Musicisti
- Patti Page – voce
- Jack Rael – conduttore orchestra